# Orléanais

Flagge des Orléanais

Lage des Orléanais innerhalb Frankreichs, mit den Grenzen der historischen Provinzen

Karte des Orléanais mit der heutigen Verwaltungsaufteilung

Das Orléanais ist eine Landschaft und historische Provinz Frankreichs, die ihren Namen nach dem Hauptort Orléans hat. Vor der Französischen Revolution stand sie unter der Herrschaft der Adelsfamilie Orléans. Nach der Revolution wurde die Provinz aufgelöst und in die Départements Loiret, Loir-et-Cher und zum Teil auch Eure-et-Loir und Yonne aufgeteilt.
Die historischen Landschaften Orléanais, Berry, Blésois, Beauce und Touraine sind heute Teile der Region Centre-Val de Loire.